# 壬生通り

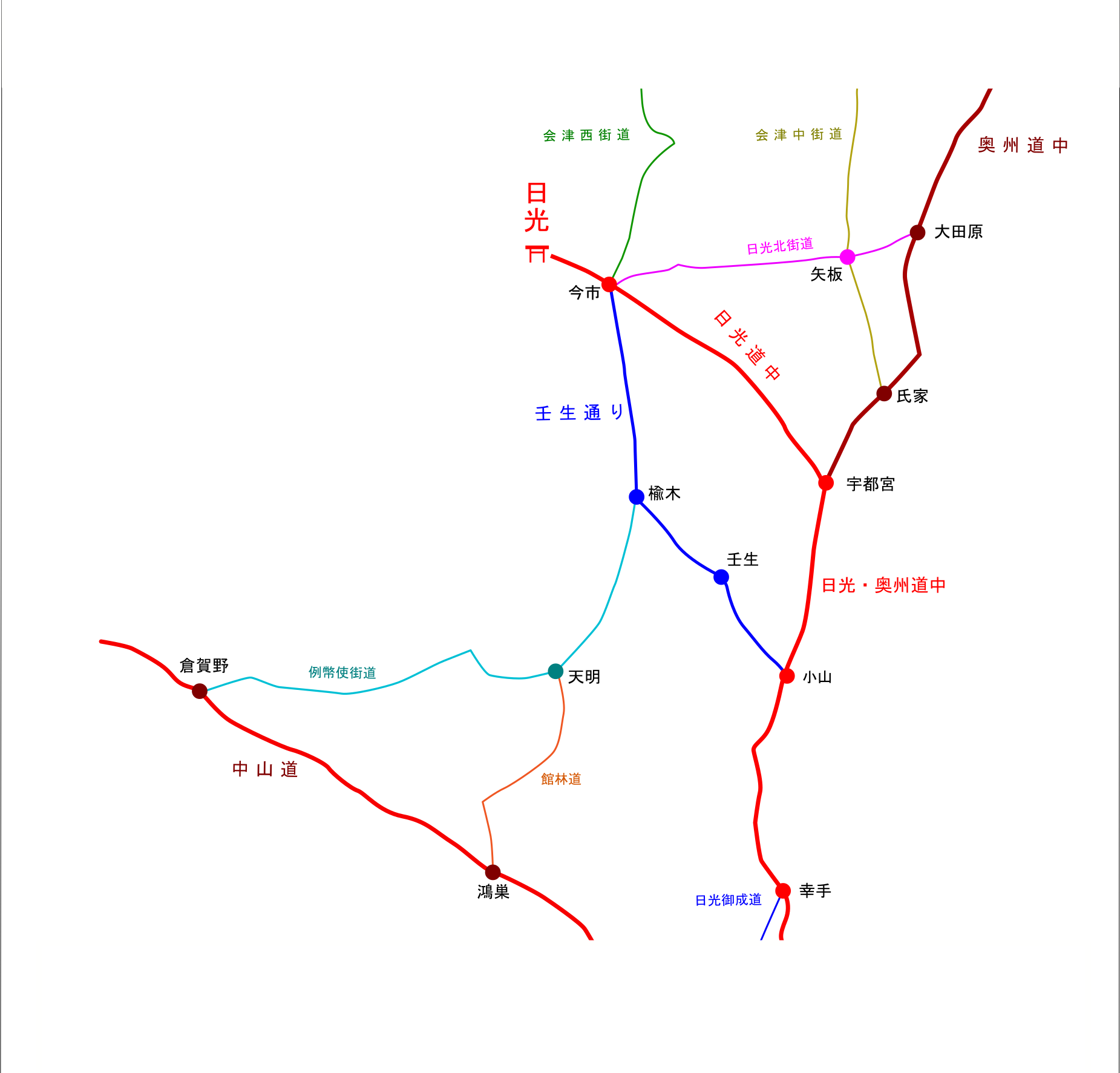
壬生通りおよび周辺の主要街道の略図。

壬生通り（みぶどおり）または壬生道（みぶみち）は、日光街道小山宿（正確にはその北の喜沢追分）から壬生宿・鹿沼宿を経由して日光街道今市宿へ至る道。日光西街道、日光道壬生通りとも言われる。

## 概要
楡木宿～今市宿間は日光例幣使街道と共通であり、現在地元では一般にこの区間は日光例幣使街道と呼ばれ、壬生通りと呼ばれるのは小山〜楡木間のみとなっている。更に、迅速測図では、小山（喜沢追分）〜楡木も「旧例幣使街道」と記されている。

## 宿
1. 小山宿（栃木県小山市）
2. 飯塚宿（栃木県小山市）
3. 壬生宿（栃木県下都賀郡壬生町）
4. 楡木宿（栃木県鹿沼市）
5. 奈佐原宿（栃木県鹿沼市）
6. 鹿沼宿（栃木県鹿沼市）
7. 文挟宿（栃木県日光市）
8. 板橋宿（栃木県日光市）
9. 今市宿（栃木県日光市）